# رکس مورگان (بسکتبال)
رکس مورگان (انگلیسی: Rex Morgan; ۲۷ اکتبر ۱۹۴۸ – ۱۵ ژانویهٔ ۲۰۱۶) بازیکن بسکتبال اهل ایالات متحده آمریکا بود.
از باشگاه‌هایی که در آن بازی کرده‌است می‌توان به بوستون سلتیکس اشاره کرد.